# Feroz Khan Noon
Pour les articles homonymes, voir Feroz Khan.
Malik Feroz Khan Noon (en ourdou : ملک فیروز خان نون), né le 7 mai 1893 à Sargodha, alors situé dans le Raj britannique, et mort le 9 décembre 1970 à Nurpur Noon, est un homme d'État pakistanais. Il est Premier ministre du Pakistan de décembre 1957 à octobre 1958. Il a également été auparavant ministre des affaires étrangères, ministre en chef du Pendjab et gouverneur du Bengale oriental.

## Biographie

### Jeunesse et éducation
Feroz Khan Noon est né le 7 mai 1893 à Sargodha, alors situé dans le Raj britannique. Il est issu de la tribu des « Noon ». Il fait ses études à l'Université d'Oxford.

### Carrière politique
Feroz Khan Noon commence sa carrière politique auprès de Muhammad Ali Jinnah, futur fondateur du Pakistan et chef de la Ligue musulmane. Il est envoyé par Jinnah auprès des pays musulmans pour leur présenter le projet de création de ce nouvel État dans le sous-continent indien, et essayé d'obtenir leur soutien. 
Après la création du Pakistan, Khan Noon est nommé gouverneur du Bengale oriental, poste qu'il occupe durant exactement trois ans, de 1950 à 1953. Il devient ensuite ministre en chef du Pendjab, sa province natale. Il occupe ce poste de 1953 à 1955. Le 12 septembre 1956, il devient ministre des affaires étrangères au sein du gouvernement de Huseyn Shaheed Suhrawardy, puis, le 16 décembre 1957, il est élu Premier ministre et occupe ce poste jusqu'à l’instauration de la loi martiale par le président Iskander Mirza.
Après avoir écrit ses mémoires, Feroz Khan Noon meurt dans son village de Nurpur Noon, situé dans le district de Sargodha.